# Earl of Linlithgow
Earl of Linlithgow war ein erblicher britischer Adelstitel in der Peerage of Scotland.

## Verleihung und Geschichte des Titels
Der Titel wurde am 25. Dezember 1600 für Alexander Livingston, 7. Lord Livingston, geschaffen. Dieser war Burgvogt (Keeper) der Königsresidenz Linlithgow Palace bei Linlithgow in West Lothian. Zusammen mit der Earlswürde wurde ihm der nachgeordnete Titel Lord Livingston and Callendar verliehen. Bereits 1592 hatte er von seinem Vater den Titel Lord Livingston geerbt, der 1458 seinem Ur-ur-ur-urgroßvater verliehen worden war.
Beim kinderlosen Tod des 4. Earls fiel der Titel an dessen Neffen als 5. Earl. Dieser hatte bereits seit 1692 die Titel 4. Earl of Callendar (geschaffen 1641), 4. Lord Livingston and Almond (geschaffen 1641) und 4. Lord Livingston of Almond (geschaffen 1633) inne. Alle seine Titel gehörten zur Peerage of Scotland. Als überzeugter Jakobit beteiligte er sich am Aufstand 1715 und führte eine Kavallerieschwadron in die Schlacht von Sheriffmuir. Obwohl er sich nach der Schlacht dem Duke of Argyll ergab, wurde er am 17. Februar 1716 wegen Hochverrats verurteilt und geächtet, alle seine Titel wurde ihm damit aberkannt und seine Besitzungen und Ländereien wurden von der Krone eingezogen. Er selbst entkam 1716 auf den Kontinent und schloss sich dem Titularkönig Jakob III. im Exil in Urbino an.

## Liste der Lords Livingston und Earls of Linlithgow

### Lords Livingston (1458)
- James Livingston, 1. Lord Livingston († 1467)
- James Livingston, 2. Lord Livingston († 1497)
- James Livingston, 3. Lord Livingston († 1503)
- William Livingston, 4. Lord Livingston († 1518)
- Alexander Livingston, 5. Lord Livingston († 1550)
- William Livingston, 6. Lord Livingston († 1592)
- Alexander Livingston, 7. Lord Livingston († 1623) (1600 zum Earl of Linlithgow erhoben)

### Earls of Linlithgow (1600)
- Alexander Livingston, 1. Earl of Linlithgow († 1623)
- Alexander Livingston, 2. Earl of Linlithgow († 1650)
- George Livingston, 3. Earl of Linlithgow (1616–1690)
- George Livingston, 4. Earl of Linlithgow († 1695)
- James Livingston, 5. Earl of Linlithgow, 4. Earl of Callendar († 1723) (Titel verwirkt 1716)